# Prvenstvo Avstralije 1906
Prvenstvo Avstralije 1906 je teniški turnir, ki je potekal 26. do 31. decembra 1906 v Christchurchu, Nova Zelandija.

## Moški posamično
Anthony Wilding :  Francis Fisher, 6–0, 6–4, 6–4

## Moške dvojice
Rodney Heath /  Anthony Wilding :  Cecil C. Cox /  Harry Parker, 6–2, 6–4, 6–2